# Bernard Sulzberger
Pour les articles homonymes, voir Sulzberger.
Bernard Sulzberger, né le 5 décembre 1983 à Beaconsfield, est un coureur cycliste australien.

## Biographie
Bernard Sulzberger est l'aîné d'une fratrie de coureurs cyclistes : son frère Wesley est professionnel chez Drapac et sa sœur Grace est membre de l'équipe d'Australie.
En 2009, il rejoint la nouvelle équipe australienne Fly V Australia.
En 2013 il devient membre de l'équipe continentale professionnelle Drapac qui prolonge son contrat fin 2014.

## Palmarès
- 2002
  - 2e étape du Tour of Sunraysia
- 2005
  - 8e étape du Tour de Tasmanie
  - 2e étape du Tour of the Murray River
  - 2e du Tour of the Murray River
- 2007
  - 3e du Tour de Tasmanie
- 2008
  -  Champion d'Australie du critérium
  - Tour du Gippsland :
    - Classement général
    - 1re étape

  - 3e du Tour of the Murray River
- 2009
  - 4e étape de la Jayco Bay Classic
  - 6e étape du Tour d'Atlanta
  - 6e étape du Tour de Beauce
  - International Cycling Classic :
    - Classement général
    - 1re et 6e étapes

  - 5e étape du Tour de l'Utah
  - Tour de Tasmanie :
    - Classement général
    - 9e étape

  - 3e de la Jayco Bay Classic
- 2010
  - 2e étape de la Joe Martin Stage Race
  - 1re étape de l'International Cycling Classic
  - 2e du Manhattan Beach Grand Prix
  - 3e du Tulsa Tough
- 2011
  - 3e étape de la Jayco Bay Classic
  - 3e de la Jayco Bay Classic
- 2012
  - 3e du Beverley Grand Prix
- 2013
  - Classement général du Tour de Taïwan
  - 6e étape du Tour de Tasmanie
- 2014
  -  Médaillé de bronze au championnat d'Océanie sur route

## Classements mondiaux
| Année                                 | 2006 | 2007  | 2008 | 2009 | 2010 | 2011 | 2012 | 2013 | 2014 | 2015 | 2016  |
| ------------------------------------- | ---- | ----- | ---- | ---- | ---- | ---- | ---- | ---- | ---- | ---- | ----- |
| Classement mondial                    |      |       |      |      |      |      |      |      |      |      | 2564e |
| UCI Europe Tour                       | nc   | 1187e | nc   | nc   | nc   | nc   | nc   | nc   | nc   | nc   | nc    |
| UCI Asia Tour                         | 109e | nc    | 176e | nc   | nc   | nc   | nc   | 13e  | nc   | 264e | nc    |
| UCI America Tour                      | nc   | nc    | nc   | 179e | 243e | 382e | nc   | nc   | nc   | nc   | nc    |
| UCI Oceania Tour                      | 110e | nc    | 49e  | nc   | 51e  | 10e  | 24e  | 31e  | 4e   | nc   | 106e  |
|                                       |      |       |      |      |      |      |      |      |      |      |       |
| Légende : nc = non classéSource : UCI |      |       |      |      |      |      |      |      |      |      |       |